# Чудо са Хадсона
Чудо са Хадсона (енгл. Sully) је амерички драма филм из 2016. године редитеља Клинта Иствуда. Сценариста је Тод Комарницки. Продуценти филма су Клинт Иствуд, франк Маршал, Алин Стјуарт и Тим Мур. Музику је компоновао Кристиан Џејкоб.
Глумачку екипу чине Том Хенкс, Арон Екхарт, Лора Лини и Ана Ган. Светска премијера је била одржана 9. септембра 2016. у Сједињеним Америчким Државама.
Буџет филма је износио 60 милиона долара. Зарада од филма је 240,8 милиона долара.

## Радња
Истинита прича о пилоту Чеслију Барнету Саленбергеру званом „Сали” у режији оскаровца Клинта Иствуда. 15. јануара 2009. године, свет је гледао „Чудо са Хадсона” када је пилот Сали Саленбергер успео да спаси животе 155 путника авиона којим је управљао. Авион на лету 1549 полетео је са њујоршког аеродрома ЛаГуардиа за Шарлот у Северној Каролини, али је убрзо након полетања пилот јавио контроли лета да се авион сударио са јатом дивљих гусака, што је изазвало пожар у најмање једном од мотора. Пилот Саленбергер је тада одлучио да слети на реку Хадсон. Путници су касније причали како је авион глатко слетео на површину воде и остао да плута јер су му били угашени мотори. Међутим, иако је Сали у јавности био приказан као пилот са изузетним способностима, истрага би могла да покаже другачије и да му уништи репутацију и каријеру.

## Улоге
| Глумац      | Улога                    |
| ----------- | ------------------------ |
| Том Хенкс   | Чесли „Сали” Саленбергер |
| Арон Екхарт | Џеф Скајлс               |
| Лора Лини   | Лорејн Саленбергер       |
| Ана Ган     | др Елизабет Дејвис       |